# Coppa d'Asia 2015
     Campione
     Secondo posto
     Terzo posto
     Quarto posto
     Quarti di finale
     Gironi

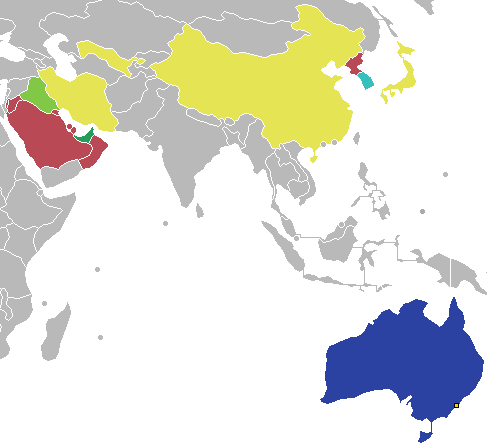
Campione
Secondo posto
Terzo posto
Quarto posto
Quarti di finale
Gironi

La Coppa d'Asia 2015 (in inglese 2015 AFC Asian Cup) fu il 16º campionato continentale asiatico di calcio. Organizzato dall'Asian Football Confederation, si tenne in Australia dal 9 al 31 gennaio 2015.
La nazionale di casa dell'Australia vinse per la prima volta il titolo sconfiggendo, nella finale tenutasi a Sydney, la Corea del Sud con il punteggio di due goal a uno.
Per effetto di tale vittoria i Socceroos guadagnarono la qualificazione alla Confederations Cup 2017.

## Scelta della sede
L'Australia era l'unico Paese candidato a organizzare la manifestazione.
L'investitura ufficiale giunse il 5 gennaio 2011.

## Stadi
La competizione si è svolta in cinque stadi di altrettante città.
| Sydney                        | Brisbane                                     | Newcastle                                    |
| ----------------------------- | -------------------------------------------- | -------------------------------------------- |
| Stadium Australia             | Brisbane Stadium                             | Newcastle Stadium                            |
| Capienza: 84,000              | Capienza: 52,500                             | Capienza: 33,000                             |
|                               |                                              |                                              |
| Melbourne                     | Brisbane Newcastle Sydney Canberra Melbourne | Brisbane Newcastle Sydney Canberra Melbourne |
| Melbourne Rectangular Stadium | Brisbane Newcastle Sydney Canberra Melbourne | Brisbane Newcastle Sydney Canberra Melbourne |
| Capienza: 30,050              | Brisbane Newcastle Sydney Canberra Melbourne | Brisbane Newcastle Sydney Canberra Melbourne |
|                               | Brisbane Newcastle Sydney Canberra Melbourne | Brisbane Newcastle Sydney Canberra Melbourne |
| Canberra                      | Brisbane Newcastle Sydney Canberra Melbourne | Brisbane Newcastle Sydney Canberra Melbourne |
| Canberra Stadium              | Brisbane Newcastle Sydney Canberra Melbourne | Brisbane Newcastle Sydney Canberra Melbourne |
| Capienza: 25,011              | Brisbane Newcastle Sydney Canberra Melbourne | Brisbane Newcastle Sydney Canberra Melbourne |
|                               | Brisbane Newcastle Sydney Canberra Melbourne | Brisbane Newcastle Sydney Canberra Melbourne |

## Squadre partecipanti
Le prime tre classificate nell'edizione 2011 e la nazione organizzatrice si sono qualificate automaticamente alla fase finale. Altri due posti sono stati riservati alle squadre vincitrici delle edizioni 2012 e 2014 della AFC Challenge Cup. Gli altri 11 posti sono stati assegnati tramite le qualificazioni.
| Pr. | Squadra             | Data di qualificazione certa | Partecipante in quanto                                         | Ultima presenza                           |
| --- | ------------------- | ---------------------------- | -------------------------------------------------------------- | ----------------------------------------- |
| 1   | Australia           | 5 gennaio 2011               | Rappresentativa della nazione organizzatrice della fase finale | Qatar 2011                                |
| 2   | Giappone            | 25 gennaio 2011              | Vincitrice della Coppa d'Asia 2011                             | Qatar 2011                                |
| 3   | Corea del Sud       | 25 gennaio 2011              | 3ª classificata nella Coppa d'Asia 2011                        | Qatar 2011                                |
| 4   | Corea del Nord      | 19 marzo 2012                | Vincitrice della AFC Challenge Cup 2012                        | Qatar 2011                                |
| 5   | Oman                | 19 novembre 2013             | 1° nel gruppo A delle qualificazioni                           | Indonesia-Malesia-Thailandia-Vietnam 2007 |
| 6   | Arabia Saudita      | 15 novembre 2013             | 1° nel gruppo C delle qualificazioni                           | Qatar 2011                                |
| 7   | Qatar               | 19 novembre 2013             | 2° nel gruppo D delle qualificazioni                           | Qatar 2011                                |
| 8   | Bahrein             | 19 novembre 2013             | 1° nel gruppo D delle qualificazioni                           | Qatar 2011                                |
| 9   | Emirati Arabi Uniti | 19 novembre 2013             | 1° nel gruppo E delle qualificazioni                           | Qatar 2011                                |
| 10  | Uzbekistan          | 19 novembre 2013             | 2° nel gruppo E delle qualificazioni                           | Qatar 2011                                |
| 11  | Iran                | 19 novembre 2013             | 1° nel gruppo B delle qualificazioni                           | Qatar 2011                                |
| 12  | Kuwait              | 19 novembre 2013             | 2° nel gruppo B delle qualificazioni                           | Qatar 2011                                |
| 13  | Giordania           | 4 febbraio 2014              | 2° nel gruppo A delle qualificazioni                           | Qatar 2011                                |
| 14  | Iraq                | 5 marzo 2014                 | 2° nel gruppo C delle qualificazioni                           | Qatar 2011                                |
| 15  | Cina                | 5 marzo 2014                 | Migliore terza                                                 | Qatar 2011                                |
| 16  | Palestina           | 30 maggio 2014               | Vincitrice della AFC Challenge Cup 2014                        | Esordiente                                |

## Sorteggio dei gruppi
Il sorteggio dei gironi della prima fase si è svolto il 26 marzo 2014 alla Sydney Opera House. Le 16 squadre sono state divise in quattro urne, in base alla classifica mondiale della FIFA del marzo 2014; l'Australia, come paese organizzatore, occupava automaticamente la posizione A1 nell'urna 1. La squadra vincitrice dell'AFC Challenge Cup 2014 è stata invece collocata automaticamente nell'urna 4.
| 1ª urna (teste di serie)           | 2ª urna                                                    | 3ª urna              | 4ª urna                                 |
| ---------------------------------- | ---------------------------------------------------------- | -------------------- | --------------------------------------- |
| Australia Iran Giappone Uzbekistan | Corea del Sud Emirati Arabi Uniti Giordania Arabia Saudita | Oman Cina Qatar Iraq | Bahrein Kuwait Corea del Nord Palestina |

## Arbitri
Sono quattordici gli arbitri convocati dall'AFC per dirigere questo torneo.
Su invito della stessa confederazione, è presente il neozelandese Peter O'Leary, unico arbitro non appartenente alla confederazione asiatica.
- Abdullah Al Hilali
- Muhammad Taqi Al-Jaafari
- Ammar Al-Jeneibi
- Fahad Al-Mirdasi
- Kim Dong-jin
- Alireza Faghani
- Ravshan Irmatov

- Mohammed Abdulla Hassan
- Abdulrahman Mohammed
- Ryuji Sato
- Peter O'Leary
- Nawaf Shukralla
- Benjamin Williams
- Yudai Yamamoto

Vi sono inoltre tre ufficiali convocati in qualità di riserve.
- Mohd Amirul Izwan Bin Yaacob
- Hettikamkanamge Perera
- Ng Chiu Kok

## Fase finale

### Fase a gironi
Le prime due classificate di ogni girone accedono alla fase a eliminazione diretta. In caso di parità in classifica, si tiene conto dei seguenti criteri:
1. Punti conquistati nello scontro diretto (classifica avulsa);
2. Differenza reti del confronto diretto;
3. Maggior numero di gol segnati nel confronto diretto;
4. Differenza reti globale;
5. Maggior numero di gol segnati nel girone;
6. Minor numero di sanzioni disciplinari ricevute;[5]
7. Sorteggio.

Se due squadre che si affrontano nell'ultima giornata chiudono il girone a pari punti e i criteri non risolvono la parità, vengono battuti i tiri di rigore.

#### Gruppo A

##### Risultati
| Arbitro: | Ravshan Irmatov |

|                                                       |           |          |
| Cahill 33’ Luongo 44’ Jedinak 62’ (rig.) Troisi 90+2’ | Marcatori | 8’ Fadel |

| Arbitro: | Peter O'Leary |

|                     |           |  |
| Cho Young-Cheol 46’ | Marcatori |  |

| Arbitro: | Alireza Faghani |

|  |           |                 |
|  | Marcatori | 36’ Nam Tae-Hee |

| Arbitro: | Ryuji Sato |

|  |           |                                                     |
|  | Marcatori | 27’ McKay 30’ Kruse 45+3’ (rig.) Milligan 70’ Jurić |

| Arbitro: | Nawaf Shukralla |

|  |           |                   |
|  | Marcatori | 32’ Lee Jung-Hyup |

| Arbitro: | Fahad Al-Mirdasi |

|                |           |  |
| Al-Muqbali 69’ | Marcatori |  |

##### Classifica
| Pos. | Squadra       | Pt | G | V | N | P | GF | GS | DR |
| ---- | ------------- | -- | - | - | - | - | -- | -- | -- |
| 1.   | Corea del Sud | 9  | 3 | 3 | 0 | 0 | 3  | 0  | +3 |
| 2.   | Australia     | 6  | 3 | 2 | 0 | 1 | 8  | 2  | +6 |
| 3.   | Oman          | 3  | 3 | 1 | 0 | 2 | 1  | 5  | -4 |
| 4.   | Kuwait        | 0  | 3 | 0 | 0 | 3 | 1  | 6  | -5 |

#### Gruppo B

##### Risultati
| Arbitro: | Nawaf Shukralla |

|             |           |  |
| Sergeev 62’ | Marcatori |  |

| Arbitro: | Alireza Faghani |

|  |           |            |
|  | Marcatori | 81’ Yu Hai |

| Arbitro: | Abdullah Al Hilali |

|           |           |                                            |
| Ryang 11’ | Marcatori | 37’ Hazazi 52’, 54’ Al-Sahlawi 77’ Al-Abed |

| Arbitro: | Mohammed Abdulla Hassan |

|                      |           |             |
| Wu Xi 55’ Sun Ke 68’ | Marcatori | 22’ Ahmedov |

| Arbitro: | Benjamin Williams |

|                              |           |                       |
| Rashidov 2’, 79’ Shodiev 71’ | Marcatori | 60’ (rig.) Al-Sahlawi |

| Arbitro: | Abdulrahman Mohammed |

|               |           |                    |
| Sun Ke 1’ 42’ | Marcatori | 56’ (aut.) Gao Lin |

##### Classifica
| Pos. | Squadra        | Pt | G | V | N | P | GF | GS | DR |
| ---- | -------------- | -- | - | - | - | - | -- | -- | -- |
| 1.   | Cina           | 9  | 3 | 3 | 0 | 0 | 5  | 2  | +3 |
| 2.   | Uzbekistan     | 6  | 3 | 2 | 0 | 1 | 5  | 3  | +2 |
| 3.   | Arabia Saudita | 3  | 3 | 1 | 0 | 2 | 5  | 5  | 0  |
| 4.   | Corea del Nord | 0  | 3 | 0 | 0 | 3 | 2  | 7  | -5 |

#### Gruppo C

##### Risultati
| Arbitro: | Benjamin Williams |

|                           |           |  |
| Hajsafi 45+2’ Shojaei 71’ | Marcatori |  |

| Arbitro: | Kim Jong-Hyeok |

|                                   |           |             |
| Khalil 37’, 52’ Mabkhout 56’, 90’ | Marcatori | 23’ Ibrahim |

| Arbitro: | Chris Beath |

|                |           |                               |
| Okwunwanne 26’ | Marcatori | 1’ Mabkhout 73’ (aut.) Husain |

| Arbitro: | Ravshan Irmatov |

|  |           |            |
|  | Marcatori | 52’ Azmoun |

| Arbitro: | Ryuji Sato |

|                      |           |  |
| Ghoochannejhad 90+1’ | Marcatori |  |

| Arbitro: | Abdullah Al Hilali |

|               |           |                      |
| Al Haidos 68’ | Marcatori | 35’ Saeed 82’ Jaafar |

##### Classifica
| Pos. | Squadra             | Pt | G | V | N | P | GF | GS | DR |
| ---- | ------------------- | -- | - | - | - | - | -- | -- | -- |
| 1.   | Iran                | 9  | 3 | 3 | 0 | 0 | 4  | 0  | +4 |
| 2.   | Emirati Arabi Uniti | 6  | 3 | 2 | 0 | 1 | 6  | 3  | +3 |
| 3.   | Bahrein             | 3  | 3 | 1 | 0 | 2 | 3  | 5  | -2 |
| 4.   | Qatar               | 0  | 3 | 0 | 0 | 3 | 2  | 7  | -5 |

#### Gruppo D

##### Risultati
| Arbitro: | Abdulrahman Mohammed |

|                                                  |           |  |
| Endō 8’ Okazaki 25’ Honda 44’ (rig.) Yoshida 49’ | Marcatori |  |

| Arbitro: | Fahad Al-Mirdasi |

|  |           |           |
|  | Marcatori | 77’ Kasim |

| Arbitro: | Kim Jong-Hyeok |

|               |           |                                                  |
| Ihbeisheh 85’ | Marcatori | 33’ Al-Rawashdeh 35’, 45+2’, 75’, 80’ Al-Dardour |

| Arbitro: | Alireza Faghani |

|  |           |                  |
|  | Marcatori | 23’ (rig.) Honda |

| Arbitro: | Ravshan Irmatov |

|                      |           |  |
| Honda 24’ Kagawa 82’ | Marcatori |  |

| Arbitro: | Mohammed Abdulla Hassan |

|                       |           |  |
| Mahmoud 48’ Yasin 88’ | Marcatori |  |

##### Classifica
| Pos. | Squadra   | Pt | G | V | N | P | GF | GS | DR  |
| ---- | --------- | -- | - | - | - | - | -- | -- | --- |
| 1.   | Giappone  | 9  | 3 | 3 | 0 | 0 | 7  | 0  | +7  |
| 2.   | Iraq      | 6  | 3 | 2 | 0 | 1 | 3  | 1  | +2  |
| 3.   | Giordania | 3  | 3 | 1 | 0 | 2 | 5  | 4  | +1  |
| 4.   | Palestina | 0  | 3 | 0 | 0 | 3 | 1  | 11 | -10 |

### Fase a eliminazione diretta
|  | Quarti di finale              | Quarti di finale            |                          |                     | Semifinali                | Semifinali                |  |  | Finale                      | Finale |
|  |                               |                             |                          |                     |                           |                           |  |  |                             |        |
|  | 22 gennaio 2015 - Melbourne   |                             |                          |                     |                           |                           |  |  |                             |        |
|  |                               |                             |                          |                     |                           |                           |  |  |                             |        |
|  | 1A. Corea del Sud (dts)       | 2                           |                          |                     |                           |                           |  |  |                             |        |
|  | 1A. Corea del Sud (dts)       | 2                           | 26 gennaio 2015 - Sydney |                     |                           |                           |  |  |                             |        |
|  | 2B. Uzbekistan                | 0                           |                          |                     |                           |                           |  |  |                             |        |
|  | 2B. Uzbekistan                | 0                           | Corea del Sud            | 2                   |                           |                           |  |  |                             |        |
|  | 23 gennaio 2015 - Canberra    |                             | Corea del Sud            | 2                   |                           |                           |  |  |                             |        |
|  |                               | Iraq                        | 0                        |                     |                           |                           |  |  |                             |        |
|  | 1C. Iran                      | Iraq                        | 0                        | 3 (6)               |                           |                           |  |  |                             |        |
|  | 1C. Iran                      |                             | 31 gennaio 2015 - Sydney | 3 (6)               |                           |                           |  |  |                             |        |
|  | 2D. Iraq (dtr)                | 3 (7)                       |                          |                     |                           |                           |  |  |                             |        |
|  | 2D. Iraq (dtr)                | 3 (7)                       | Corea del Sud            | 1                   |                           |                           |  |  |                             |        |
|  | 22 gennaio 2015 - Brisbane    |                             | Corea del Sud            | 1                   |                           |                           |  |  |                             |        |
|  |                               | Australia (dts)             | 2                        |                     |                           |                           |  |  |                             |        |
|  | 1B. Cina                      | Australia (dts)             | 2                        | 0                   |                           |                           |  |  |                             |        |
|  | 1B. Cina                      | 27 gennaio 2015 - Newcastle |                          | 0                   |                           |                           |  |  |                             |        |
|  | 2A. Australia                 | 2                           |                          |                     |                           |                           |  |  |                             |        |
|  | 2A. Australia                 | 2                           | Australia                | 2                   | Finale per il terzo posto | Finale per il terzo posto |  |  |                             |        |
|  | 23 gennaio 2015 - Sydney      |                             | Australia                | 2                   | Finale per il terzo posto | Finale per il terzo posto |  |  |                             |        |
|  |                               | Emirati Arabi Uniti         | 0                        |                     |                           |                           |  |  |                             |        |
|  | 1D. Giappone                  | Emirati Arabi Uniti         | 0                        | 1 (4)               | Iraq                      | 2                         |  |  |                             |        |
|  | 1D. Giappone                  |                             |                          | 1 (4)               | Iraq                      | 2                         |  |  |                             |        |
|  | 2C. Emirati Arabi Uniti (dtr) | 1 (5)                       |                          | Emirati Arabi Uniti | 3                         |                           |  |  |                             |        |
|  | 2C. Emirati Arabi Uniti (dtr) | 1 (5)                       |                          |                     | 3                         |                           |  |  |                             |        |
|  |                               |                             |                          |                     |                           |                           |  |  | 30 gennaio 2015 - Newcastle |        |
|  |                               |                             |                          |                     |                           |                           |  |  |                             |        |

#### Quarti di finale
| Arbitro: | Fahad Al-Mirdasi |

|                          |           |  |
| Son Heung-Min 104’, 119’ | Marcatori |  |

| Arbitro: | Kim Jong-Hyeok |

|  |           |                 |
|  | Marcatori | 49’, 65’ Cahill |

| Arbitro: | Benjamin Williams |

|                                                                              |                      |                                                            |
| Azmoun 24’ Pouraliganji 103’ Ghoochannejhad 119’                             | Marcatori            | 56’ Yasin 93’ Mahmoud 116’ (rig.) Ismail                   |
| Hajsafi Pouraliganji Nekounam Hosseini Ghafouri Jahanbakhsh Teymourian Amiri | Tiri di rigore 6 – 7 | Abdul-Amir Salem Ismail Adnan Mahmoud Kasim Hussein Shakir |

| Arbitro: | Alireza Faghani |

|                                                |                      |                                                     |
| Shibasaki 81’                                  | Marcatori            | 7’ Mabkhout                                         |
| Honda Hasebe Shibasaki Toyoda Morishige Kagawa | Tiri di rigore 4 – 5 | Abdulrahman Mabkhout Esmaeel Hassan Al-Fardan Ahmed |

#### Semifinali
| Arbitro: | Ryuji Sato |

|                                      |           |  |
| Lee Jung-Hyup 20’ Kim Young-Gwon 49’ | Marcatori |  |

| Arbitro: | Ravshan Irmatov |

|                           |           |  |
| Sainsbury 3’ Davidson 14’ | Marcatori |  |

#### Incontro per il terzo posto
| Arbitro: | Nawaf Shukralla |

|                     |           |                                     |
| Salem 28’ Kalaf 42’ | Marcatori | 16’, 52’ Khalil 57’ (rig.) Mabkhout |

#### Finale
| Arbitro: | Alireza Faghani |

|                     |           |                        |
| Son Heung-min 90+1’ | Marcatori | 45’ Luongo 105’ Troisi |

## Statistiche

### Classifica marcatori
5 reti
- Ali Mabkhout (1 rig.)

4 reti
- Ahmed Khalil
- Hamza Al-Dardour

3 reti
- Mohammad Al-Sahlawi (1 rig.)
- Tim Cahill
- Sun Ke
- Son Heung-Min
- Keisuke Honda (2 rig.)

2 reti
- Massimo Luongo
- James Troisi
- Lee Jung-Hyup
- Sardar Azmoun

- Reza Ghoochannejhad
- Younis Mahmoud
- Ahmed Yasin
- Sardor Rashidov

1 rete
- Nawaf Al-Abed
- Naif Hazazi
- Jason Davidson
- Mile Jedinak (1 rig.)
- Tomi Jurić
- Robbie Kruse
- Matt McKay
- Mark Milligan (1 rig.)
- Trent Sainsbury
- Sayed Jaafar Ahmed

- Jaycee Okwunwanne
- Sayed Saeed
- Yu Hai
- Wu Xi
- Ryang Yong-Gi
- Cho Young-Cheol
- Kim Young-Gwon
- Nam Tae-Hee
- Yasuhito Endō
- Shinji Kagawa

- Shinji Okazaki
- Gaku Shibasaki
- Maya Yoshida
- Yousef Al-Rawashdeh
- Ehsan Hajsafi
- Morteza Pouraliganji
- Masoud Shojaei
- Dhurgham Ismail
- Amjad Kalaf
- Yaser Kasim

- Waleed Salem
- Hussain Fadel
- Abdulaziz Al-Muqbali
- Jaka Ihbeisheh
- Hassan Al Haidos
- Khalfan Ibrahim
- Odil Ahmedov
- Igor Sergeev
- Vokhid Shodiev

Autoreti
- Mohamed Husain (1, pro  Emirati Arabi Uniti)
- Gao Lin (1, pro  Corea del Nord)

### Record
- Gol più veloce:  Ali Mabkhout (Bahrein-Emirati Arabi Uniti, fase a gironi, 15 gennaio) e  Sun Ke (Cina-Corea del Nord, fase a gironi, 18 gennaio) (1º minuto)
- Gol più lento:  Son Heung-Min (Corea del Sud-Uzbekistan, quarti di finale, 22 gennaio) e  Reza Ghoochannejhad (Iran-Iraq, quarti di finale, 23 gennaio) (119º minuto)
- Primo gol:  Hussain Fadel (Australia-Kuwait, partita inaugurale, fase a gironi, 9 gennaio, 8º minuto)
- Ultimo gol:  James Troisi (Corea del Sud-Australia, finale 1º posto, 31 gennaio, 105º minuto)
- Miglior attacco:  Australia (14 reti segnate)
- Peggior attacco:  Kuwait,  Oman e  Palestina (1 rete segnata)
- Miglior difesa:  Giappone (1 rete subita)
- Peggior difesa:  Iraq (9 reti subite)
- Miglior differenza reti nella fase a gironi:  Giappone (+7)
- Miglior differenza reti in tutto il torneo:  Australia (+11)
- Partita con il maggior numero di gol:  Palestina-Giordania  1-5 (fase a gironi, 16 gennaio) e  Iran-Iraq  3-3 (quarti di finale, 23 gennaio) (6 gol)
- Partita con il maggior scarto di gol:  Giappone-Palestina  4-0 (fase a gironi, 12 gennaio),  Oman-Australia  0-4 (fase a gironi, 13 gennaio) e  Palestina-Giordania  1-5 (fase a gironi, 16 gennaio) (4 gol di scarto)